# Steirodon flavolineatum
Steirodon flavolineatum är en insektsart som först beskrevs av Bruner, L. 1915.  Steirodon flavolineatum ingår i släktet Steirodon och familjen vårtbitare. Inga underarter finns listade i Catalogue of Life.